# US 피스토이에세 1921

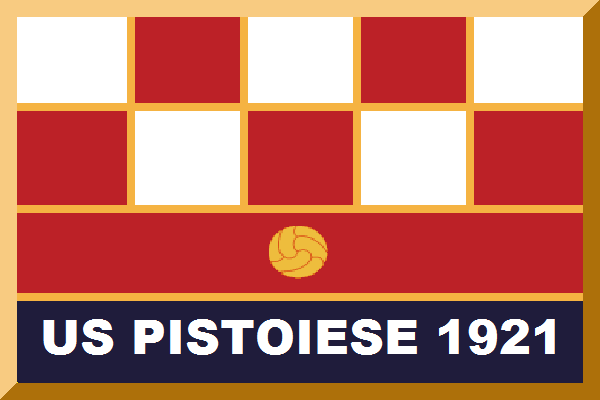

우니오네 스포르티바 피스토이에세 1921(Unione Sportiva Pistoiese 1921)는 이탈리아 피스토이아를 연고로 하는 축구 클럽이다. 이 팀은 1921년에 창단되었다.

## 역대 감독
| 감독          | 임기        |
| ------------- | ----------- |
| 마르첼로 리피 | 1987 ~ 1988 |